# Renault 2087 Goélette 4x4
Le Renault 2087 Goélette 4x4 est la version à quatre roues motrices de l'utilitaire Goélette de 1949. C'est le premier véhicule léger 4×4 du constructeur français.

## Histoire et évolutions de la Goélette
Dès la fin de la Seconde Guerre mondiale, dans le cadre du plan quinquennal Pons, la « Régie Nationale Renault », fraichement nationalisée, est sélectionnée pour concevoir et fabriquer un utilitaire dans la classe 1000 / 1400 kg. Présenté en avant première en fin d'année 1945 sous le code usine R206 E1, le "Renault 1 000 kg" est la camionnette la plus vendue de sa catégorie en France dans les années 1950.
Au fil de sa longue carrière, le "1 000 kg" connaîtra de nombreuses évolutions :
- Face à l'accueil mitigé du "1 000 kg" d'origine, Renault lance, en juillet 1949, une version avec une charge utile plus importante, le "1 400 kg" en fourgon et une nouvelle carrosserie plateau-ridelles bois bâché,
- En juin 1956, sur la version 1 400 kg le moteur « 85 » à culbuteurs, de 49 ch SAE, monté depuis fin 1952, est remplacé par l'« Étendard », provenant de la Renault Frégate, qui développe 64 ch SAE[5],
- En 1959, les modèles « 1000 kg » et « 1400 kg » sont renommés « Voltigeur » et « Goélette »[6].
- En juin 1962, une motorisation Diesel de 2,7 litres (sous licence Alfa Romeo) développant 58 ch vient remplacer le moteur Diesel Indenor également monté sur le Peugeot D4 concurrent[5].

Le Renault Goélette est un véhicule largement utilisé par les administrations françaises qui ne peuvent acheter que des véhicules français. C'est le cas notamment de La Poste pour l'acheminement du courrier, la Gendarmerie, et la Police qui l'utilise « panier à salade » mais aussi les artisans et les petits transporteurs.

## Versions 4x4
L' armée française, ayant fort à faire en Indochine, commande à la Régie Renault une camionnette 4 × 4 tout-terrain afin de renforcer le parc composé de Dodge WC51 & 52 issus des surplus de l'armée américaine. 
Pour Renault, la base existe, c'est l' utilitaire léger "R 2062", plus poétiquement baptisé plus tard "Goélette", de 1 400 kg de charge utile. Ce véhicule, lancé juste après la fin de la guerre est très apprécié des artisans et des commerçants. En partant de ce modèle, la Régie Renault crée une version adaptée : on conserve le châssis de véhicule avec son 
empattement court et sa mécanique placée en porte-à-faux à l'avant, on surélève le tout sur des ponts "banjo" et des ressorts à lames, on l'équipe d'une cabine torpédo et d'une benne recouverte d'une bâche pour transporter hommes et matériel. Une version « Sanitaire », entièrement tôlée, sera également construite sur ces mêmes bases mécaniques. De septembre 1951 à avril 1953, la Régie produit tout d'abord 1780 unités du type R 2064 dérivé du R 2062.

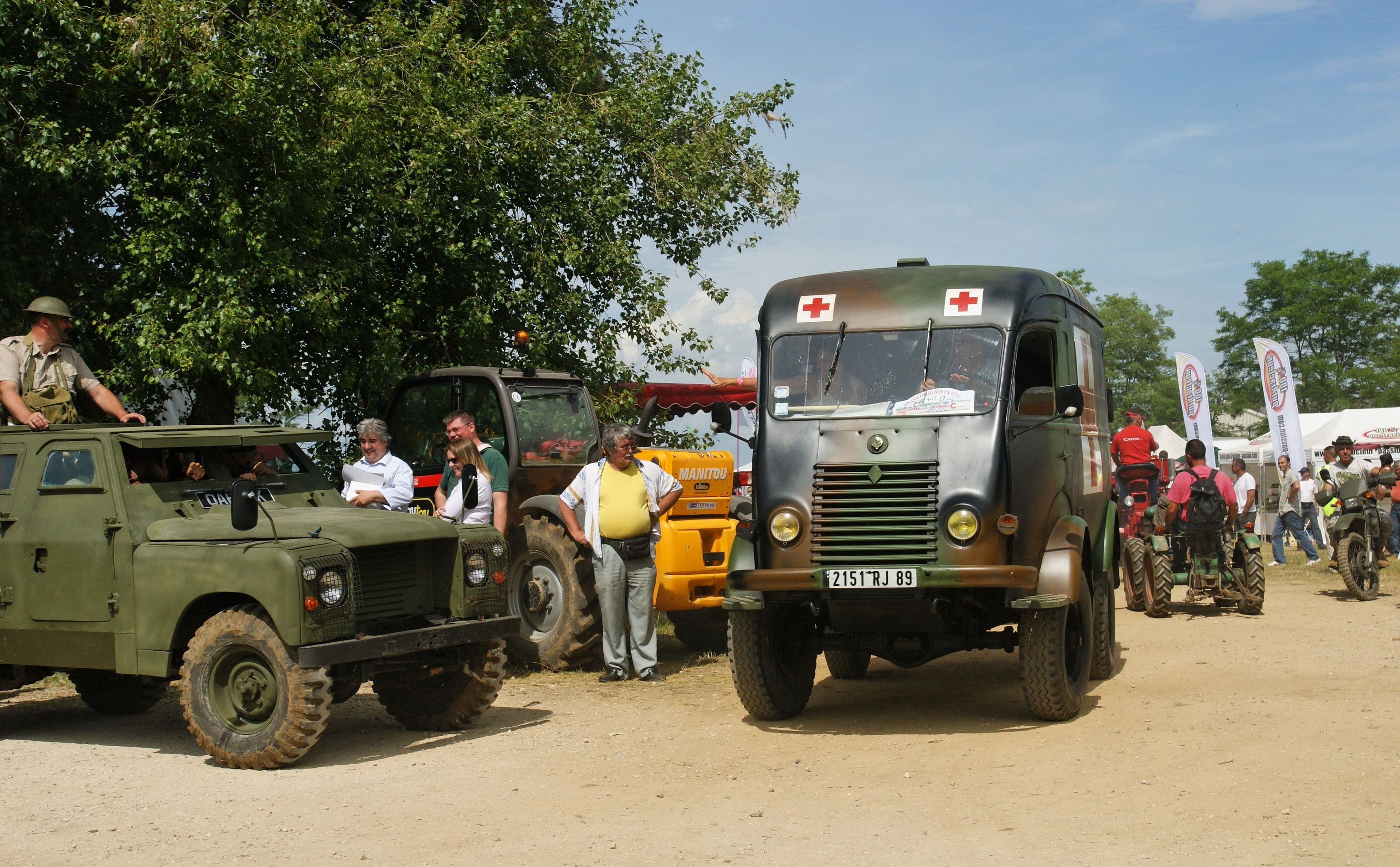
R 2087 fourgon sanitaire

Le type R 2087 adopte le moteur de la Frégate, déjà connu pour son insuffisance sous le capot de la berline dont il provient. La version "Étendard" 671-4 du véhicule militaire développe 64 ch à 3 300 tr/min et le couple 143 N m à 2 000 tr/min. La boîte de vitesses, "made in Billancourt", dispose de quatre vitesses dont seuls les trois derniers rapports sont synchronisés, et le transfert à deux rapports ne permet de rouler en 4 × 4 qu'avec la réduction enclenchée. Les ponts sont de type "banjo" et les freins à tambour.

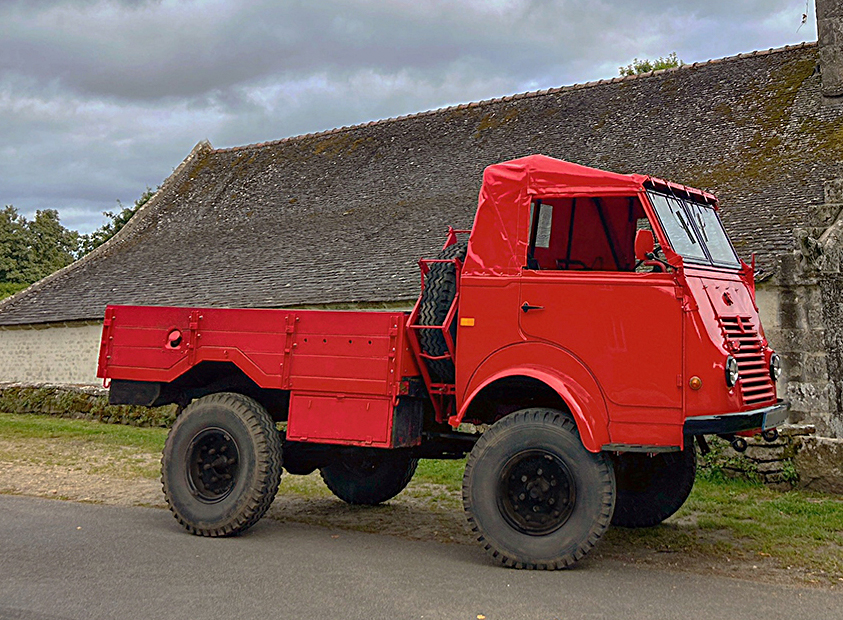
R 2087, ex sauvetage en mer à Quend-plage (Somme), photographié en 2024.

Obligée d'acheter français, l'armée n'avait guère le choix : il n'existait rien d'équivalent chez les constructeurs français Peugeot ou Citroën pour remplacer les valeureux Dodge WC 51/52. Les prototypes étudiés par Delahaye, Hotchkiss ou Latil, n'étaient que des tentatives non abouties.
De nombreux R2087 issus de la gendarmerie pour la plupart, se retrouvent à la fin des années 70 et dans les années 80 transférés aux services locaux de secours, et sauvetage en mer (SNS).

### Version Command-Car

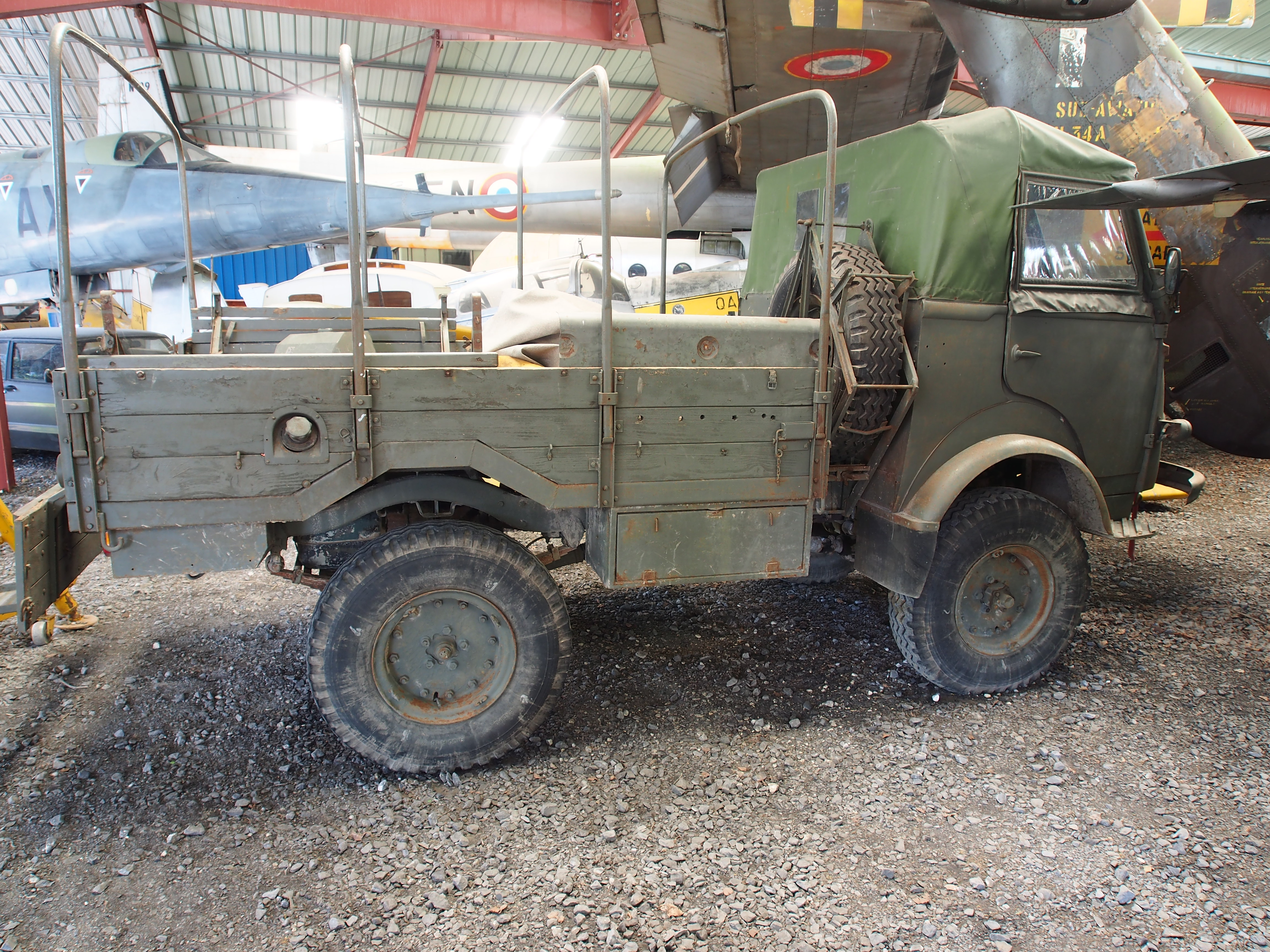
Renault Goélette 4x4 au Musée de l'Epopée de l'Industrie et de l'Aéronautique

Une version Command-Car fut réalisée par le carrossier parisien Carrier, déjà responsable de l'étude de la version sanitaire six brancards. Le prototype est envoyé pour essais à l'armée française à Mourmelon mais celle-ci ne passe pas commande. En revanche il servira de base à la réalisation d'un véhicule « transmission » pour la protection civile dont trois exemplaires seront produits.

### Types et motorisations
| Types Mines des modèles 4x4 | Moteurs Renault                                          |
| --------------------------- | -------------------------------------------------------- |
| R.2064                      | 2 383 cm3 type 603 (« 85 » à soupapes latérales)         |
| R.2067/R.2069               | 1 996 cm3 type 668 (« 85 » à culbuteurs) origine Frégate |
| R.2087/R.2087 N             | 2 141 cm3 type 671 (« Étendard »)                        |